# Sztum
Sztum là một thị trấn thuộc huyện Sztumski, tỉnh Pomorskie ở bắc Ba Lan. Thị trấn có diện tích 5 km². Đến ngày 1 tháng 1 năm 2011, dân số của thị trấn là 9676 người và mật độ 2108 người/km².